# Transilvânia do Norte
Transilvânia do Norte (em romeno:  Transilvania de Nord, em húngaro:  Észak-Erdély) foi a região do Reino da Romênia que durante a Segunda Guerra Mundial, como consequência do acordo territorial conhecido como Segunda Arbitragem de Viena, tornou-se parte do Reino da Hungria. Com uma área de 43 104 km2 (16 643 milhas quadradas),  sua população era em grande parte composta tanto por romenos como de húngaros. Após a Segunda Guerra Mundial, os Tratados de paz de Paris retornaram a Transilvânia do Norte para a Romênia.